# Nathan Yellin-Mor

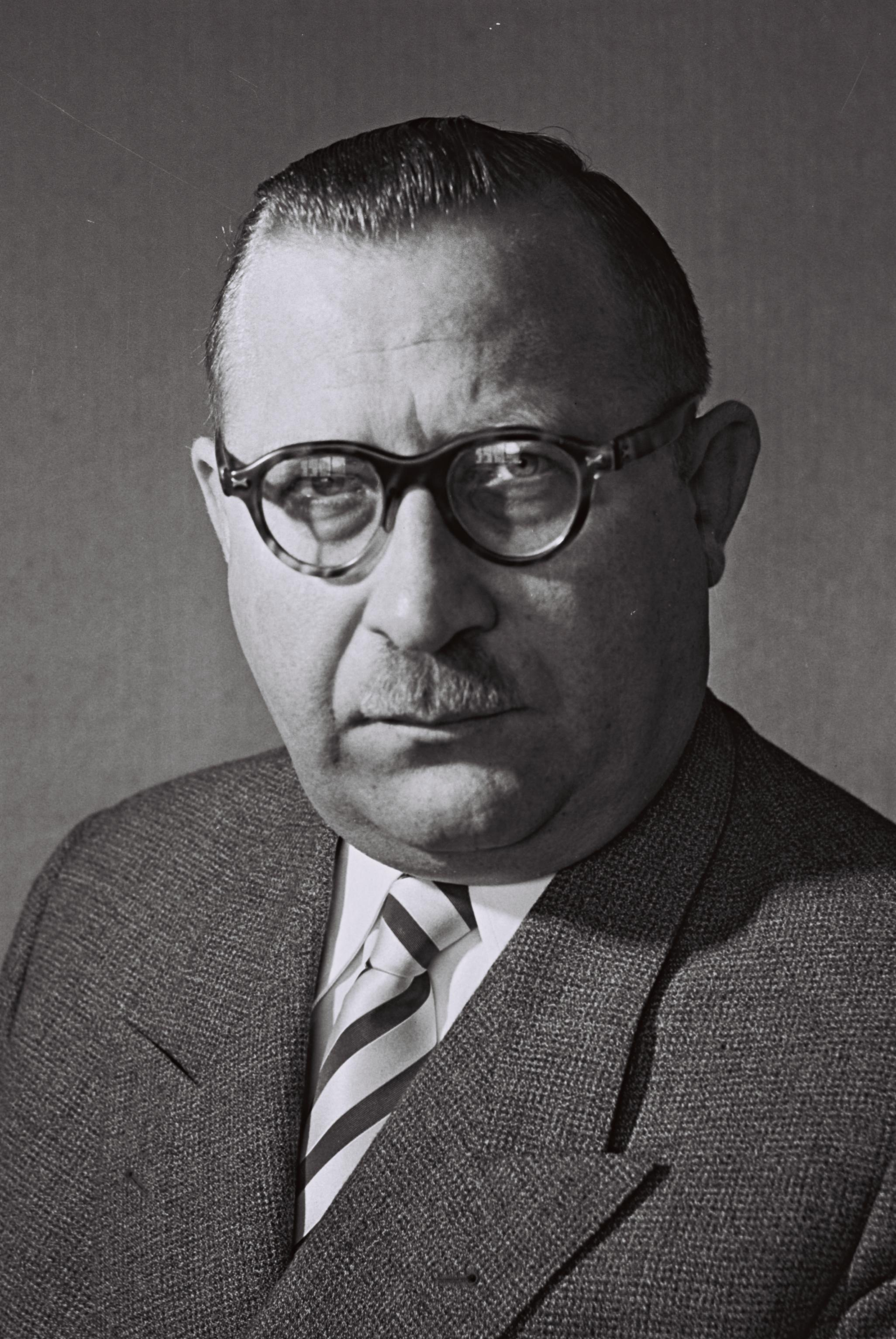
Nathan Yellin-Mor im Jahre 1956

Nathan Yellin-Mor (hebräisch תן ילין-מור‎, ursprünglich Nathan Friedman, * 28. Juni 1913 in Grodno; † 18. Februar 1980 in Tel Aviv) war ein führendes Mitglied der Untergrundorganisation Lechi zur Zeit des britischen Palästina-Mandats. In den Fünfzigerjahren wandelte er sich zu einem radikalen Pazifisten und unterstützte Verhandlungen mit der PLO.

## Leben
Nathan Yellin-Mor wurde im russischen Grodno geboren und absolvierte an der Technischen Universität Warschau eine Ausbildung als Ingenieur. In Warschau schloss er sich dem revisionistischen Flügel des Zionismus sowie Betar an. 1938–39 war er Redakteur der kurzlebigen jiddischen Warschauer Tageszeitung Di Tat, welche von der rechtsextremen Organisation Irgun herausgegeben wurde. 1941 flüchtete Yellin-Mor nach Palästina und unterstützte Avraham Stern, der sich vom Irgun loslöste und eine eigene Gruppe gründete, die nach seinem Tod 1942 den Namen Lechi erhielt. Im Dezember 1941 versuchte Yellin-Mor im Auftrag von Stern in die Türkei zu reisen, um dort mit Vertretern von Nazideutschland über eine Massenbefreiung von osteuropäischen Juden zu verhandeln und dafür die Unterstützung der Nationalsozialisten von Lechis Kampf von Großbritannien zu erhalten. Er wurde jedoch von den Briten in Syrien verhaftet und in Latrun gefangengehalten, von wo er 1943 ausbrechen konnte. Nach dem Tod von Stern wurde er Mitglied der dreiköpfigen Leitung von Lechi und war für den politischen Bereich verantwortlich, während Jitzchak Schamir für den operativen Bereich und Israel Eldad für die Propaganda zuständig war. Yellin-Mor leitete die terroristischen Aktivitäten von Lechi bis zur Staatsgründung Israels und war unter anderem an den Planungen zur Ermordung des britischen Nahost-Ministers Lord Moyne beteiligt. Nach der Ermordung des UN-Vermittlers Folke Bernadotte wurde er von der israelischen Polizei zusammen mit mehreren Lechi-Mitgliedern verhaftet und vor Gericht wegen Mitgliedschaft in einer terroristischen Organisation schuldig gesprochen, nach seiner Wahl in die erste Knesset jedoch freigelassen. Bald jedoch wies er die zionistische Ideologie zurück und gründete zusammen mit Uri Avnery eine politische Gruppe namens Semitische Aktion ("Ha-Pe'ula ha-Schemit"). Ziel dieser Gruppe war die "Loslösung der hebräisch sprechenden Israelis von der jüdischen Diaspora und ihre Integration im Nahen Osten auf der Basis einer antikolonialistischen Allianz mit der einheimischen arabischen Bevölkerung". Yellin-Mor war Redakteur der Zeitung Etgar ("Herausforderung") der "Semitischen Aktion", seine politische Bedeutung schwand jedoch gegen Ende seines Lebens.